# Otterbourne
Otterbourne is een civil parish in het bestuurlijke gebied Winchester, in het Engelse graafschap Hampshire.